# Neolithobius helius
Neolithobius helius är en mångfotingart som beskrevs av Chamberlin 1918. Neolithobius helius ingår i släktet Neolithobius och familjen stenkrypare. Inga underarter finns listade i Catalogue of Life.